# Rallye Terre des Cardabelles
Le Rallye Terre des Cardabelles ou (Rallye Terre des Cardabelles - Millau - Aveyron) est un rallye automobile qui se déroule sur des pistes et chemins de terre, autour de la ville de Millau.

## Histoire
Cette épreuve, créée en 1984, compte pour le championnat de France des rallyes sur terre.

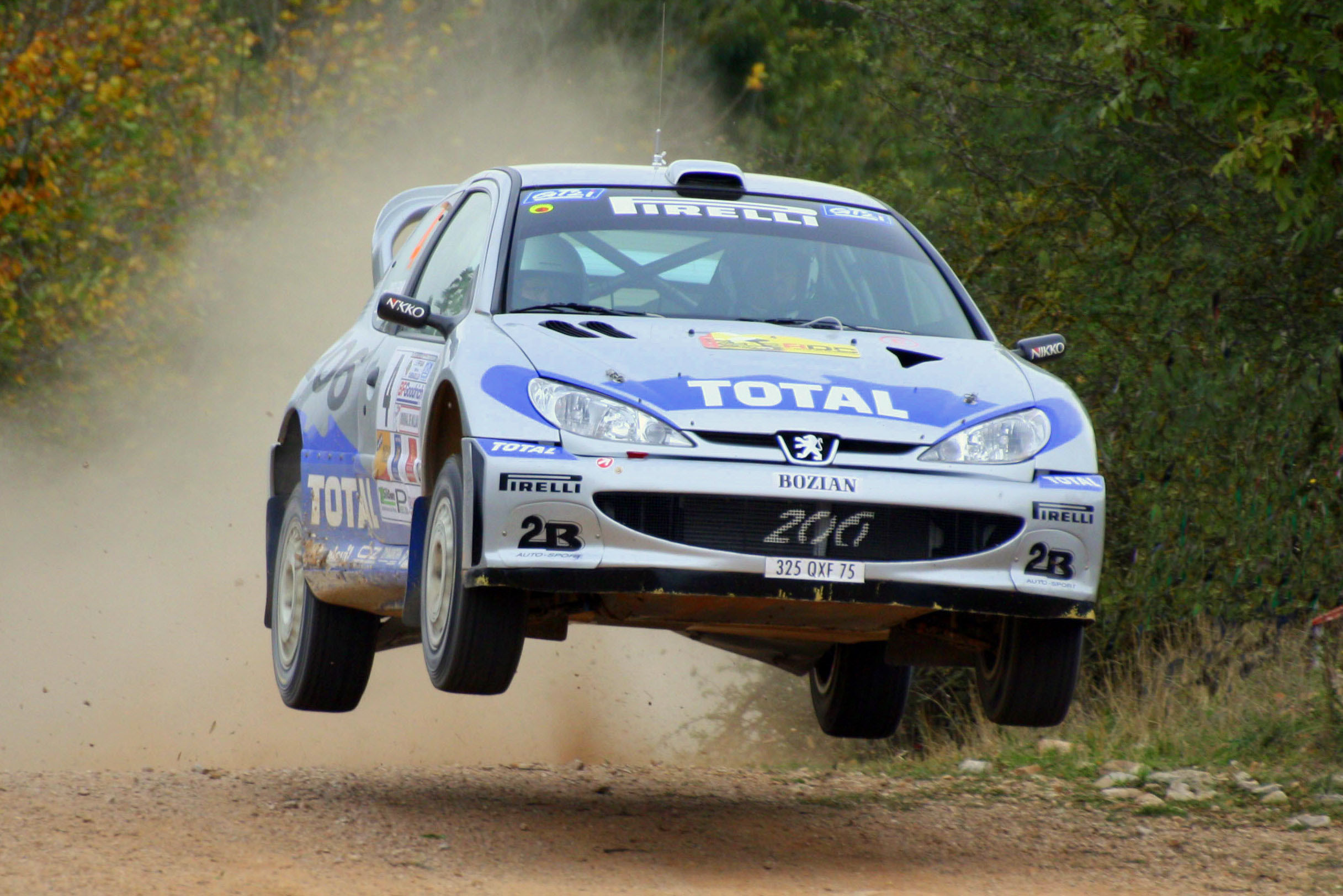
Peugeot 206 WRC au rallye des Cardabelles 2010.

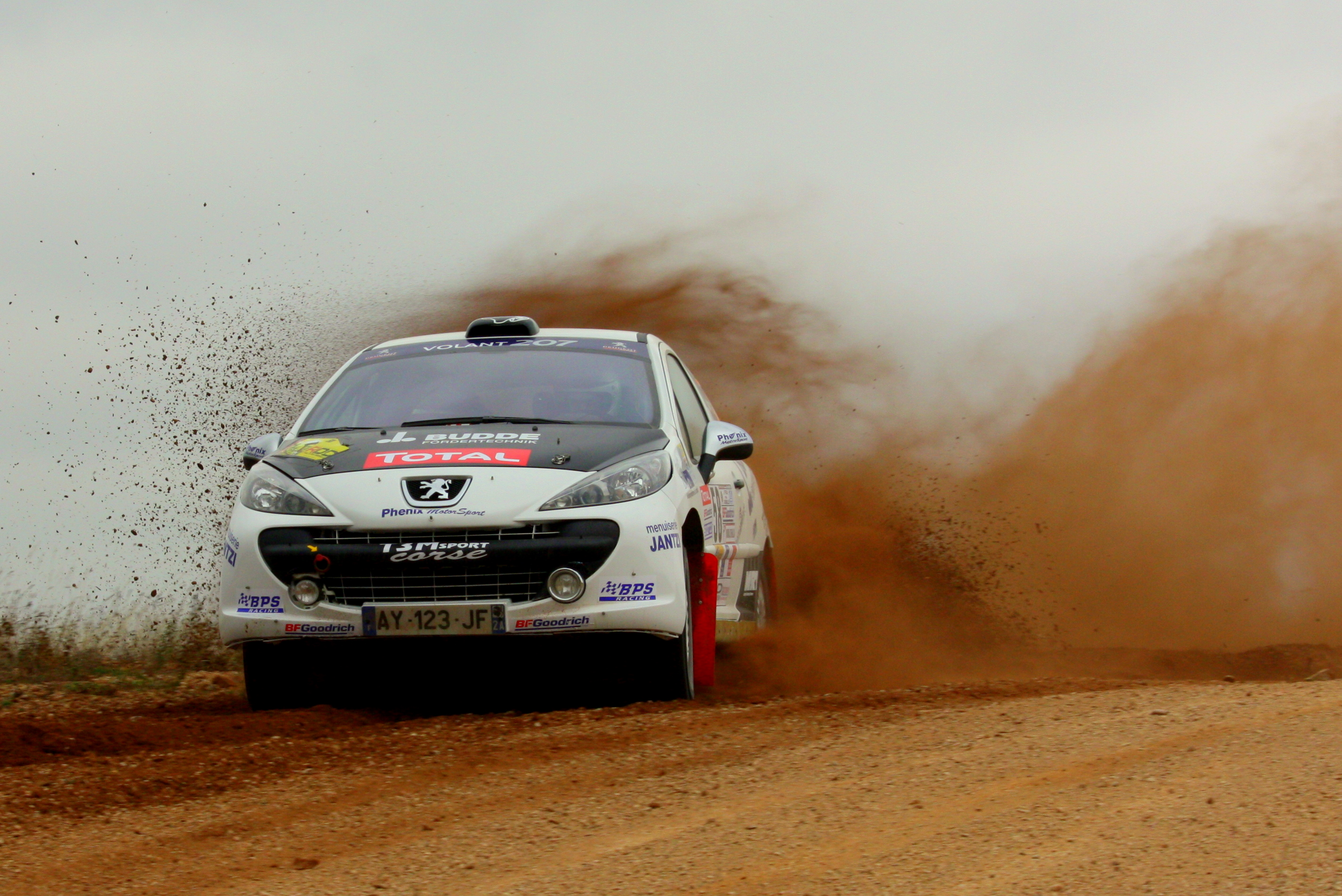
Peugeot 207 lors de l'épreuve 2010.

## Palmarès

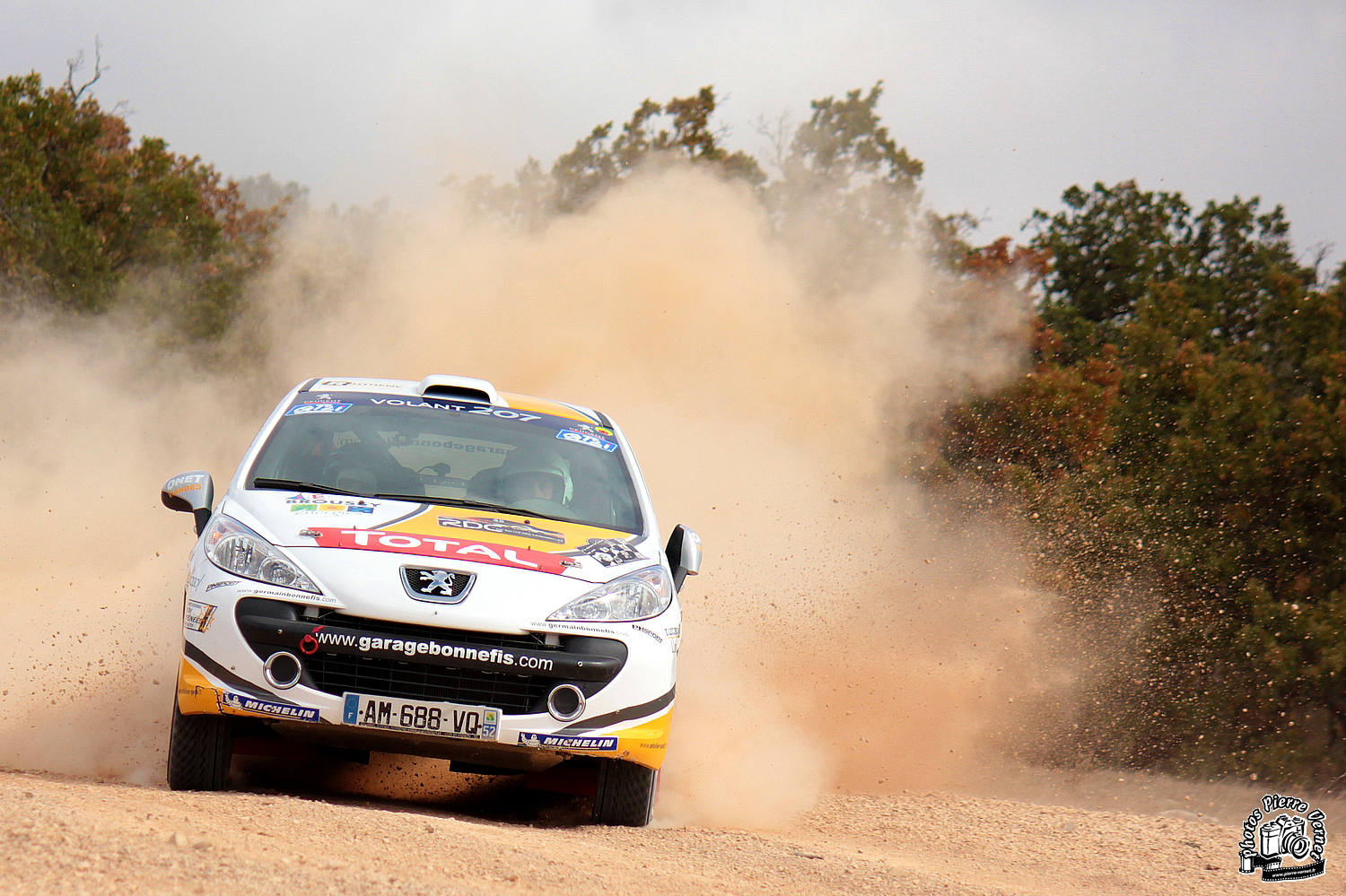
Germain Bonnefils en 2011.

| Année | Pilote | Copilote | Voiture |
| ----- | --- | --- | --- |
| 2000  | Philippe Bugalski | Jean-Paul Chiaroni | Citroën Xsara T4 |
| 2001  | Brice Tirabassi | Fabrice Gordon | Mitsubishi Lancer Evo |
| 2002  | Brice Tirabassi | Jacques-Julien Rénucci | Citroën Saxo S1600 |
| 2003  | Brice Tirabassi | Jacques-Julien Rénucci | Renault Clio S1600 |
| 2004  | Jean-Marie Cuoq | Jean-Charles Descamps | Subaru Impreza S7 WRC |
| 2005  | Jean-Marie Cuoq | David Marty | Peugeot 206 WRC |
| 2006  | Bruno Thiry | Nicolas Gilsoul | Mitsubishi Lancer Evo |
| 2007  | Jean-Marie Cuoq | Pascal Duffour | Peugeot 307 WRC |
| 2008  | Dominique Bruyneel | Jean-Charles Descamps | Subaru Impreza WRC |
| 2009  | Jean-Marie Cuoq | Pascal Duffour | Peugeot 206 WRC |
| 2010  | Jean-Marie Cuoq | Pascal Duffour | Peugeot 307 WRC |
| 2011  | Patrick Magaud | Guylène Brun | Citroën C4 WRC |
| 2012  | Germain Bonnefis | Olivier Fournier | Peugeot 207 S2000 |
| 2013  | Jean-Marie Cuoq | Jérôme Degout | Citroën C4 WRC |
| 2014  | Jean-Marie Cuoq | Jérôme Degout | Citroën C4 WRC |
| 2015  | Jean-Marie Cuoq | Marielle Grandemange | Citroën C4 WRC |
| 2016  | Jean-Marie Cuoq | Marielle Grandemange | Citroën C4 WRC |
| 2017  | Lionel Baud | Lucie Baud | Citroën DS3 WRC |
| 2018  | Sylvain Michel | Jérôme Degout | Skoda Fabia R5 |
| 2019  | Le rallye a été prématurément arrêté après que l'équipage #6 soit sorti de la route. La sortie de route a fait 1 mort et plusieurs blessés. | Le rallye a été prématurément arrêté après que l'équipage #6 soit sorti de la route. La sortie de route a fait 1 mort et plusieurs blessés. | Le rallye a été prématurément arrêté après que l'équipage #6 soit sorti de la route. La sortie de route a fait 1 mort et plusieurs blessés. |
| 2020  | Rallye annulé a cause de la Pandémie de Covid-19.                                                                                           | Rallye annulé a cause de la Pandémie de Covid-19.                                                                                           | Rallye annulé a cause de la Pandémie de Covid-19.                                                                                           |
| 2021  | Emmanuel Gascou | Gilles de Turckheim | Citroën C3 Rally2 |
| 2022  | Mathieu Franceschi | Lucie Baud | Škoda Fabia RS Rally2 |
| 2023  | Florent Todeschini | Sabrina De Castelli | Hyundai i20 N Rally2 |